# Срце је само за тебе
Срце је само за тебе је индијски филм из 1992. године, снимљен у режији Асрани. Џеки Шроф је играо двоструку улогу и певао је један од песама.

## Улоге
| Глумац         | Улога                             |
| -------------- | --------------------------------- |
| Џеки Шроф      | Принц Харшвардан / Принц Говардан |
| Дивја Барати   | Барати                            |
| Гулшан Гровер  | Џек (Гулшан Камини)               |
| Кадир Кан      | Диван Такур Каран Синг            |
| Шилпа Широдкар | Џајшри                            |
| Амџад Кан      | Краљ Викрам                       |
| Анџана Мумтаз  | Махарани Каушалија                |
| Судир Панди    | Камини                            |